# Tres Bailías
Las Tres Bailías o Las Bailías es el nombre que recibía hasta la Primera Guerra Carlista la zona en poder de la Orden del Hospital en la sierra de Teruel que hace frontera con Castellón en la parte alta del río Guadalope. Los Hospitalarios tenían tres bailías:
- Bailía de Aliaga.
- Bailía de Cantavieja.
- Bailía de Castellote.

Por ejemplo en las actas de las Cortes de Zaragoza de 1398-1400 el apartado XCIII de greuges de la yglesia está dedicada a Las Baylias de Cantaviella, de Castellot y de Aliaga:

humilment supplicando demuestra assi como a notoriament e contra fuero agreviados los jurados e hombres de los lugares de las baylias de Cantaviella, de Castellot e de Aliaga, del Orden del Spital de Sant Johan

En las guerras carlistas esta zona y el área fronteriza de Castellón fueron célebres por ser un irreductible enclave carlista mandado por Cabrera. Cabrera tenía el apodo de Tigre del Maestrazgo, lo que motivó que los medios de comunicación llamaran a todo el núcleo carlista Maestrazgo en vez de la denominación tradicional de Bailías para la parte turolense.
En el proyecto de comarcalización de Aragón gran parte de las antiguas Bailías fueron atribuidas a la comarca del Maestrazgo, pero Aliaga fue incorporada a la comarca de las Cuencas Mineras.
- Datos: Q13049318